# Neurolyga commutata
Neurolyga commutata är en tvåvingeart som först beskrevs av Boris Mamaev och Rozhnova 1982.  Neurolyga commutata ingår i släktet Neurolyga och familjen gallmyggor. Inga underarter finns listade i Catalogue of Life.